# شاه‌مرغ‌وارگان
شاه‌مرغ‌وارگان (به لاتین: Tyrannides) (پرندگان نیمه‌آوازخوان جهان جدید) یک کلاد از پرندگان گنجشک‌سان است که بومی ایالات متحده آمریکا است. این گروه به دو کلاد (Furnariida و Tyrannida) تقسیم می‌شود که شامل یازده خانواده است.

## تیره‌ها
تیره‌های فهرست‌شده در اینجا آنهایی هستند که توسط اتحادیه بین‌المللی پرنده‌شناسان (IOC) به رسمیت شناخته شده‌اند.
- رنگینکان: رنگینک‌ها
- گوهرمرغان: گوهرمرغ‌ها
- Tityridae: مرغ‌های کدر، نوک‌تیزها، بیکارد (شامل تیزنوک‌ها و مگس‌گیر پادشاهی)
- ژیان‌مرغان: مگس‌گیران خودکامه (شامل رنگینک‌نماها، نوک‌بیلچه‌ای‌ها، Tachuris و Rhynchocyclus)
- سینه‌هلالیان: سینه‌هلالی‌ها
- پشه‌خواران: gnateaters و gnatpittas
- مورچه‌مرغان: مورچه‌مرغ‌ها
- پیتای مورچه‌خوار: پیتاهای مورچه‌خوار
- تپلکان: tapaculos
- مورچه‌گیران: مورچه‌گیرها
- مرغان تنورساز: مرغ‌های تنورساز و چوب‌خزکان (شامل Dendrocolaptidae)

|  |